# John Branch

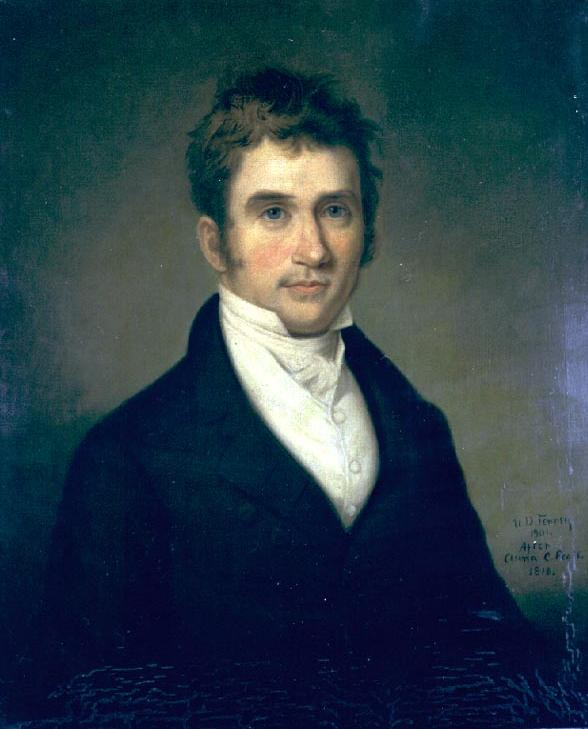
John Branch

John Branch, född 4 november 1782 i Halifax, North Carolina, död 3 januari 1863 i Halifax County, North Carolina, var en amerikansk politiker. Han var guvernör i delstaten North Carolina 1817-1820. Han representerade North Carolina i båda kamrarna av USA:s kongress, först i senaten 1823-1829 och sedan i representanthuset 1831-1833. Han tjänstgjorde som USA:s marinminister i Andrew Jacksons kabinett 1829-1831. Han var guvernör i Floridaterritoriet 1844-1845. Han var först demokrat-republikan och senare demokrat.
Branch utexaminerades 1801 från University of North Carolina at Chapel Hill. Han studerade sedan juridik och inledde sin karriär som advokat i North Carolina. Han var talman i delstatens senat 1815-1817. Branch efterträdde 1817 William Miller som guvernör. Han efterträddes 1820 av Jesse Franklin.
Branch tillträdde 1823 som ledamot av USA:s senat. Han omvaldes 1829 men avgick i början av den andra mandatperioden för att tillträda som marinminister. USA:s regering skakades 1831 av en skandal, Eatonaffären eller Petticoat Affair. Bland andra krigsministern John Eaton avgick på grund av skandalen som hade fått sin början i Eatons äktenskap till pursern John Bowie Timberlakes änka Peggy. Äktenskapet sågs med oblida ögon av societeten. Även Branch avgick och efterträddes som marinminister av Levi Woodbury.
Branch satt i representanthuset i USA:s 22:a kongress. Han efterträddes 1833 som kongressledamot av Jesse Atherton Bynum. President John Tyler utnämnde 1844 Branch till guvernör i Floridaterritoriet som upplöstes redan följande år i och med att Florida blev USA:s 27:e delstat.
Branch County i Michigan har uppkallats efter John Branch.